# Sân bay quốc tế Alexandria
Sân bay quốc tế Alexandria hay Sân bay El Nouzha (IATA: ALY, ICAO: HEAX) (Arabic: مطار الإسكندرية الدولي) là một sân bay ở Alexandria, Ai Cập, cách trung tâm thành phố 7 km.
Năm 2007, sân bay này đã phục vụ 795.128 lượt khách (tăng 28,3% so với năm 2006).

## Các hãng hàng không và các tuyến điểm
- Alexandria Airlines (Kuwait, Dubai, Jeddah)
- Air Arabia (Sharjah)
- Bahrain Air (Bahrain)
- Buraq Air (Benghazi, Tripoli)
- EgyptAir (Cairo, Sharm El Sheikh, Beirut, Jeddah, Riyadh, Dammam, Dubai, Kuwait City)
- EgyptAir Express (Luxor, Sharm El Sheikh)
- Jazeera Airways (Kuwait)
- Jordan Aviation (Aqaba)
- Kuwait Airways (Kuwait)
- Libyan Airlines (Benghazi, Tripoli)
- Olympic Airlines (Athens)
- Qatar Airways (Doha)
- Royal Jordanian (Amman)
- Sama Airlines (Jeddah, Riyadh)
- Saudi Arabian Airlines (Jeddah, Riyadh, Medinah)

Hai hãng Lufthansa và Emirates đã chuyển sang Sân bay Borg El Arab (HBE) của Alexandria.